# 托里耶
托里耶（法語：Tauriers，法語發音：[toʁje]）是法国阿尔代什省的一个市镇，属于拉让蒂耶尔区。

## 地理
托里耶（44°33'6"N, 4°16'51"E）面积4.51 平方千米，位于法国奥弗涅-罗讷-阿尔卑斯大区阿尔代什省，该省份为法国东南部内陆省份，北起顺时针与卢瓦尔省、伊泽尔省、德龙省、沃克吕兹省、加尔省、洛泽尔省和上盧瓦爾省接壤。
与托里耶接壤的市镇（或旧市镇、城区）包括：沙西耶、若阿纳、拉让蒂耶尔、萨尼亚克。
托里耶的时区为UTC+01:00、UTC+02:00（夏令时）。

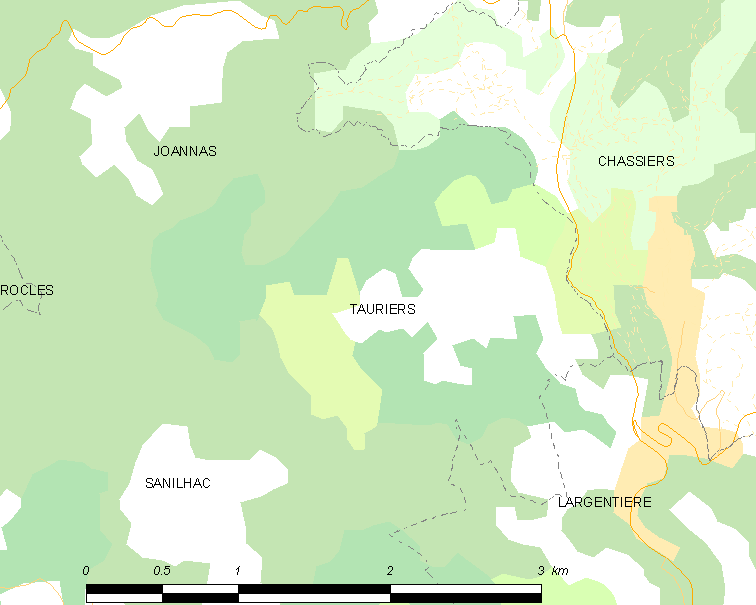
托里耶的OSM定位图

## 行政
托里耶的邮政编码为07110，INSEE市镇编码为07318。

## 政治
托里耶所属的省级选区为瓦隆蓬达尔克县。

## 人口

1962-2008年间托里耶人口变化图示

托里耶于2022年1月1日时的人口数量为203人。